# Campeones Cup
La Campeones Cup és una competició anual nord-americana de futbol on s'enfronten a partit únic els campions de la Supercopa mexicana de futbol (Campeón de Campeones) de la Liga MX de Mèxic i el campió de la Copa MLS de la Major League Soccer al Canadà i els Estats Units.
Va ser creada l'any 2018. S'acostuma a disputar al voltant dels mesos de novembre i desembre. Tradicionalment el partit es disputa al camp del club de la MLS.
Amb anterioritat els clubs d'ambdues lligues es classificaven per a la SuperLiga nord-americana, que es disputà entre 2007 i 2010, i també competeixen a la CONCACAF Champions League.
Resum dels principals campionats de la CONCACAF de clubs:
| Continentals | Continentals                                                                                        | Continentals                                                                                    |
| --- | --------------------------------------------------------------------------------------------------- | ----------------------------------------------------------------------------------------------- |
| Campionat de la CCCF (1959-1961) Lliga/Copa de Campions (1962-avui) Recopa de la CONCACAF (1991-1998) Copa Gegants de la CONCACAF (2001) | |                                                                                                 |
| Amèrica del Nord | Amèrica Central                                                                                     | Carib                                                                                           |
| Superlliga Nord-americana (2007-2010) Campeones Cup (2018-avui) Leagues Cup (2019-avui)                                                  | Copa Interclubs UNCAF (1971-2007) Lliga de la CONCACAF (2017-2022) Copa Centreamericana (2023-avui) | Campionat de clubs CFU (1997-2022) Caribbean Club Shield (2018-avui) Copa del Carib (2023-avui) |

## Historial
| Any  | Campió                                 | Resultat                               | Finalista                              | Seu                                     | Assistència |
| ---- | -------------------------------------- | -------------------------------------- | -------------------------------------- | --------------------------------------- | ----------- |
| 2018 | UANL                                   | 3–1                                    | Toronto FC                             | BMO Field, Toronto, Ontario             | 14.823      |
| 2019 | Atlanta United FC                      | 3–2                                    | América                                | Mercedes-Benz Stadium, Atlanta, Georgia | 40.128      |
| 2020 | Cancel·lat, Seattle Sounders FC vs N/A | Cancel·lat, Seattle Sounders FC vs N/A | Cancel·lat, Seattle Sounders FC vs N/A | CenturyLink Field, Seattle, Washington  | —           |
| 2021 | Columbus Crew                          | 2–0                                    | Cruz Azul                              | Lower.com Field, Columbus, Ohio         | 18.026      |
| 2022 | New York City FC                       | 2–0                                    | Atlas                                  | Yankee Stadium, Nova York, Nova York    | 24.823      |
| 2023 | UANL                                   | 0–0 (4-2 p)                            | Los Angeles FC                         | BMO Stadium, Los Angeles, Califòrnia    | 20.605      |
| 2024 | América                                | 1–1 (5-4 p)                            | Columbus Crew                          | Lower.com Field, Columbus, Ohio         | 20.198      |

1. ↑  Cancel·lat per la pandèmia de la COVID-19. Seattle Sounders FC era el primer finalista però la competició mexicana no es va disputar.[3]

## Palmarès
| Club              | Victòries | Derrotes | Participacions |
| ----------------- | --------- | -------- | -------------- |
| UANL              | 2         | 0        | 2018, 2023     |
| Columbus Crew     | 1         | 1        | 2021, 2024     |
| América           | 1         | 1        | 2019, 2024     |
| Atlanta United FC | 1         | 0        | 2019           |
| New York City FC  | 1         | 0        | 2022           |
| Toronto FC        | 0         | 1        | 2018           |
| Cruz Azul         | 0         | 1        | 2021           |
| Atlas             | 0         | 1        | 2022           |
| Los Angeles FC    | 0         | 1        | 2023           |